# Pogonofilia

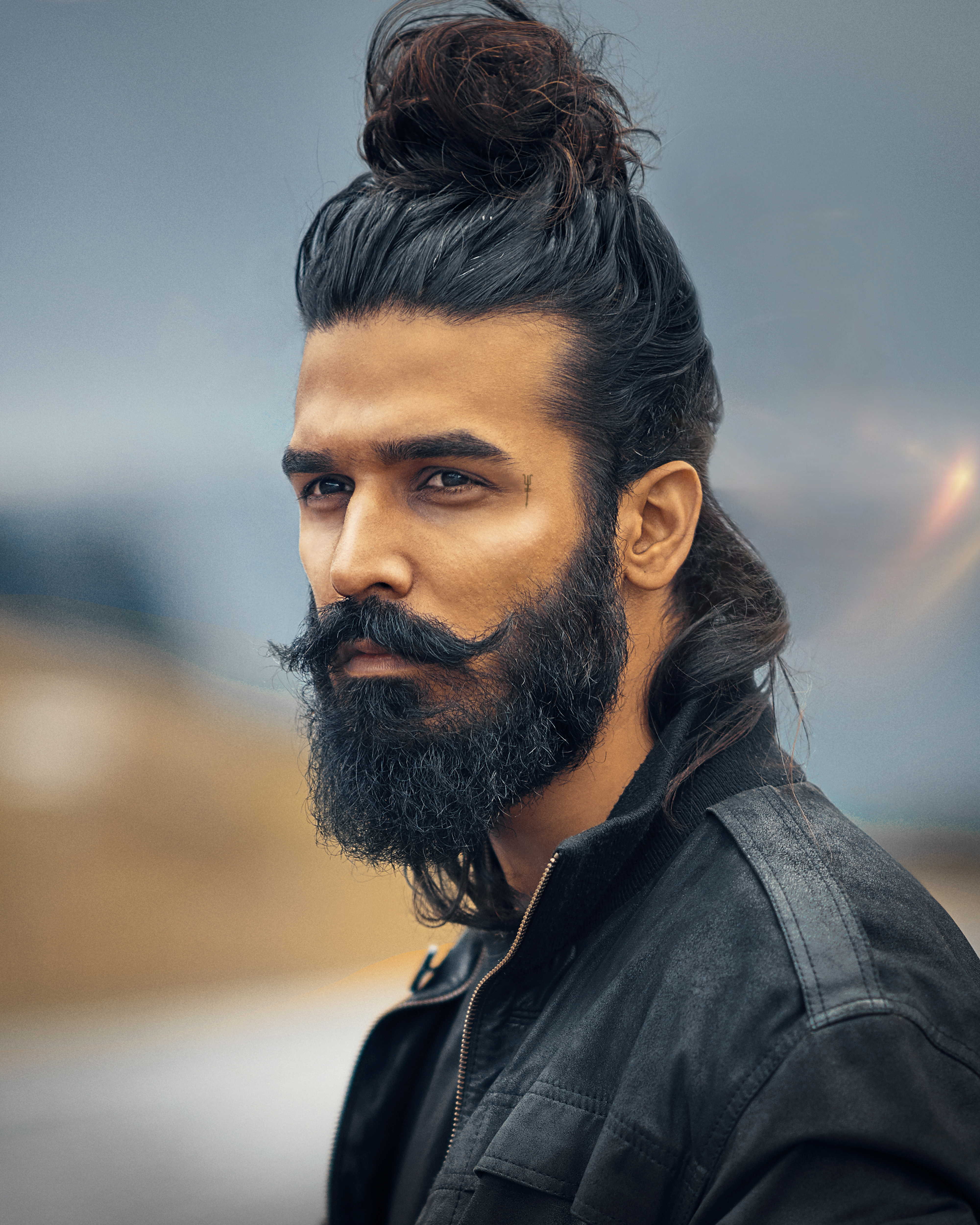
um homem com barba.

Pogonofilia é uma parafilia que se caracteriza pela atração sexual desproporcional em barbas e bigodes. O seu oposto é a Pogonofobia. Apesar de também ser observada em mulheres, esta parafilia é mais comum em homens que se atraem por outros homens. 
O que diferencia a pogonofilia de uma atração comum por barbas é a intensidade, muitas vezes suplantando a racionalidade no momento da escolha do parceiro sexual ou afetivo. Em extremos, um pogonófilo pode recusar ter relações afetivas ou sexuais com pessoas sem barba. Além da preferência sexual, a parafilia pode estar presente no próprio possuidor da barba, que passa a desenvolver especial afeição por esta. Trata-se, aqui, do movimento lumbersexual. 
Estudos científicos apontam que homens com barbas são considerados mais dominantes e fortes, além de serem mais autoconfiantes.